# Maxime Loïc Feudjou
Maxime Loïc Feudjou Nguegang, född 14 april 1992, är en kamerunsk fotbollsmålvakt.

## Landslagskarriär
Den 23 februari 2012 blev Feudjou uttagen i Kameruns trupp till en kvalmatch till Afrikanska mästerskapet 2013 mot Guinea-Bissau. Han gjorde sin debut den 29 maj 2014 när han byttes in mot Charles Itandje i en 1–2-förlust mot Paraguay.
Den 7 juni spelade Feudjou sin första match från start, då han spelade första halvleken i en 1–0-vinst över Moldavien.